# Áustria nos Jogos Olímpicos de Inverno de 1968
A Áustria mandou 76 competidores que disputaram nove modalidades nos Jogos Olímpicos de Inverno de 1968, em Grenoble, na França. A delegação conquistou 11 medalhas no total, sendo três de ouro, quatro de prata e quatro de bronze.